# Пересмішник
Пересмішник (Mimus) — рід горобцеподібних птахів родини пересмішникових (Mimidae). Включає також представників колишніх родів сокорський пересмішник (Mimodes) та галапагоський пересмішник (Nesomimus). Містить 14 видів.

## Поширення
Різні види поширені на більшій частині Америки - від регіону Великих озер у Північній Америці до мису Горн на крайньому півдні Південної Америки.

## Види
- Mimus dorsalis — пересмішник рудий
- Mimus gilvus — пересмішник сивий
- Mimus gundlachii — пересмішник карибський
- Mimus longicaudatus — пересмішник довгохвостий
- Mimus patagonicus — пересмішник патагонський
- Mimus polyglottos — пересмішник багатоголосий
- Mimus saturninus — пересмішник білобровий
- Mimus thenca — пересмішник чилійський
- Mimus triurus — пересмішник білокрилий

Колишній рід Mimodes
- Mimus graysoni — пересмішник сокорський

Колишній рід Nesomimus
- Mimus macdonaldi — пересмішник еспаньйольський
- Mimus melanotis — пересмішник сан-кристобальський
- Mimus parvulus — пересмішник галапагоський
- Mimus trifasciatus — пересмішник кампеонський